# 미나미야마촌 (시즈오카현)

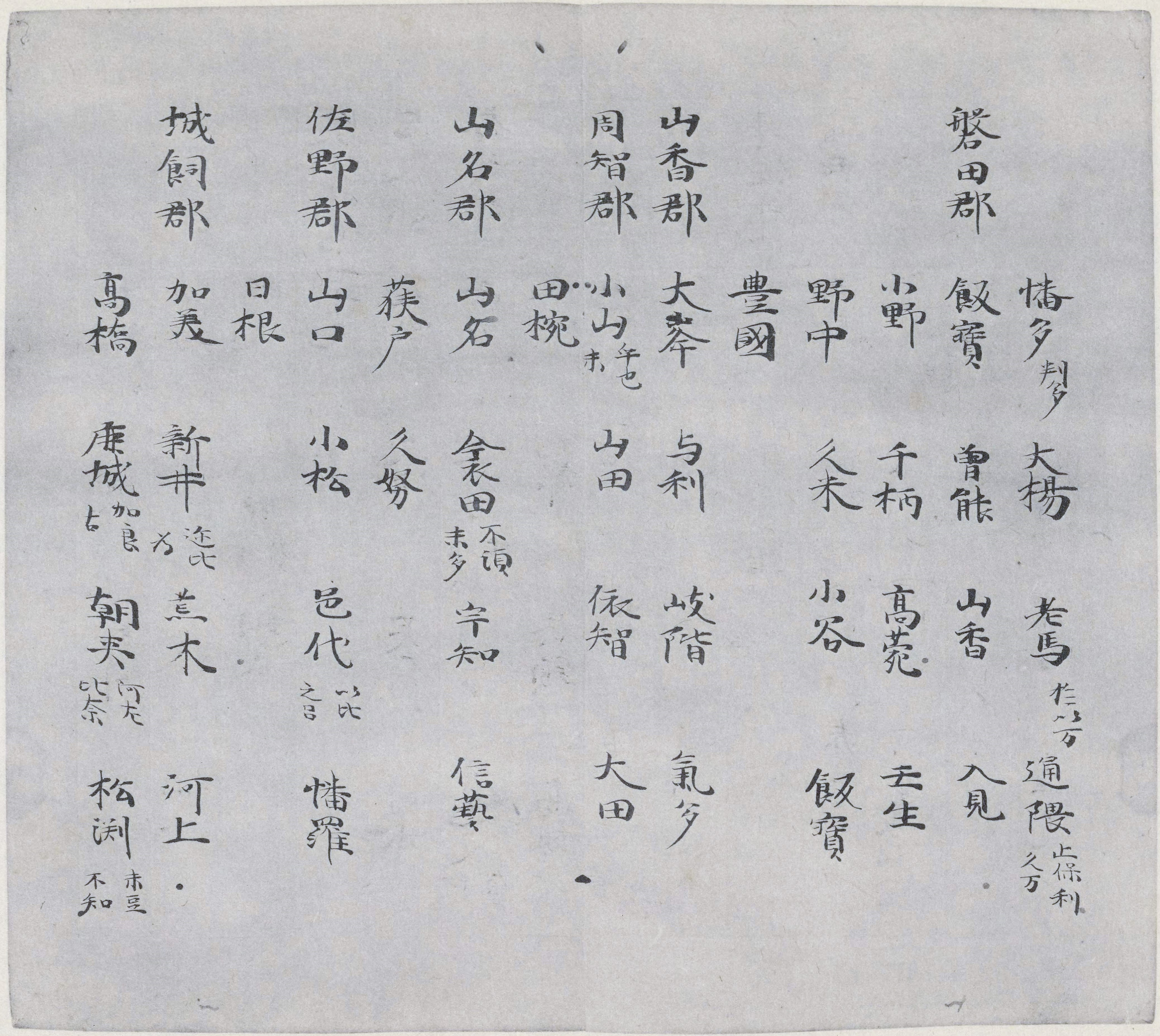
平安時代の『倭名類聚抄』の影印。遠江国城飼郡の郷の一つとして「髙槗」と記載されている。静岡県城東郡南山村の前身の一つである高橋村附近と比定されている

미나미야마촌(일본어: 南山村)은 일본 시즈오카현 기토군, 오가사군에 있던 촌이다. 현재의 기쿠가와시 남쪽 끝에 해당한다.

## 역사
- 1889년 4월 1일 - 정촌제 시행에 의해 기토군 미나미야마촌이 성립하였다.
- 1896년 4월 1일 - 군 개편에 의해 오가사군으로 변경되었다.
- 1954년 3월 31일 - 오가사촌, 히라타촌과 합병해, 오가사정의 일부가 되었다.

## 비고
- 1899년 호리노우치 궤도가 미나미야마촌까지 개통되었고 1923년 이케신다까지 연장되었지만, 궤도 고장이 잦아 평판이 좋지 않아 1935년 폐선되었다.
- 그러나 이후 현도 가케가와・오마에자키선을 노선버스가 비교적 자주 운행하게 되면서 교통이 편리해졌고, 다카하시 지역의 현도변에는 상가가 형성되어 식품・의류부터 가전제품까지 대부분의 상품을 마을 내에서 구입할 수 있게 되었다.

때마침 도착했다.

## 교통

### 철도
- 호리노우치 궤도(미나미야마까지는 1899년, 미나미야마보다 먼저 1923년 개업. 1935년 폐지)
  - 호리노우치 궤도선

1. 1 2  東京帝國大學編纂『古簡集影』11輯、七條書房、1932年。